# Blabia magdalena
Blabia magdalena là một loài bọ cánh cứng trong họ Cerambycidae.